# Zichorienfabrik Georg Joseph Scheuer

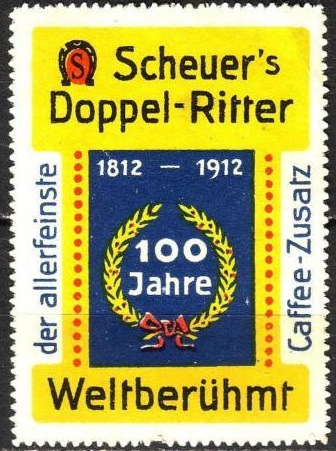
Reklamemarke von 1912

Die Zichorienfabrik Georg Joseph Scheuer (Schreibweise auch Cichorienfabrik Georg Joseph Scheuer, früher auch unter den Begriffen Mandelkaffefabrik und Mandelrübenfabrik) in Fürth war ein Unternehmen zur Herstellung von Zichorienkaffee. Als Gründungsdatum der Zichorienfabrik gilt der 17. Februar 1812, der Tag an dem Georg Joseph Scheuer an die Stadt Fürth ein Niederlassungsgesuch als „Mandelrübenfabrikant“ gestellt hat. Die Konzession wurde am 20. Februar 1812 erteilt.
Am 1. Oktober 1894 wurde die Wort-Marke „Echt Scheuer's Doppel-Ritter“ angemeldet.

## Geschichte

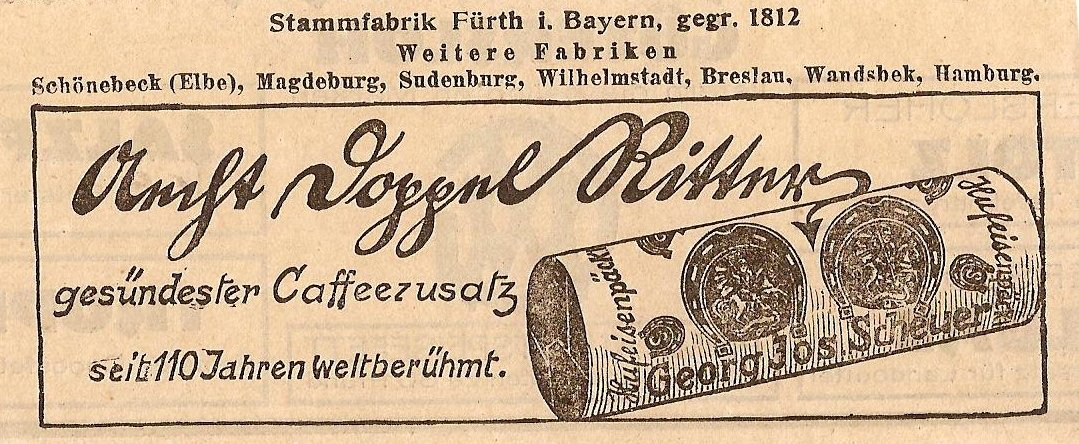
Werbeanzeige der Firma Georg Joseph Scheuer

Georg Joseph Scheuer wurde am 5. November 1789 in Fürth unter dem Namen Isaac Neckarsulmer als Sohn des Isaias Samuel Neckarsulmer geboren und ließ sich am 31. Juli 1811 unter dem Namen Georg Joseph Ignaz Scheurer katholisch taufen. Aus seinem Niederlassungsgesuch an die Stadt Fürth geht hervor, dass er bereits vor 1812 in der „Mandelrübenkaffeeherstellung“ und im „Manufakturhandel“ tätig war.
Um 1805 konzentrierte sich fast die gesamte Herstellung von Kaffee-Ersatz Süddeutschlands auf Fürth. Aufgrund der von Napoleon 1806 verhängten Kontinentalsperre, bestand europaweit ein erhöhter Bedarf an Kaffee-Ersatz, da Produkte aus den englischen Kolonien und aus Südamerika, darunter auch Kaffee, kaum mehr im Handel erhältlich war.
Nach Beendigung der Kontinentalsperre im Jahr 1811 gingen viele Unternehmen ein. Während es in Fürth Anfang des 19. Jahrhunderts noch ca. 40 Hersteller von Kaffee-Ersatz gab, existierten 1819 noch 21 und in der Zeit um 1860 lediglich noch 11 Hersteller. Davon blieben um 1890 zwei Betriebe erhalten: die Zichorienfabrik Georg Joseph Scheuer und die Zichorienfabrik Julius Cohn, die sich beide ab den 1860er Jahren zu Industriebetrieben entwickelten.
Bis Ende der 1850er Jahre wurden die Mahlmaschinen in der Zichorienfabrik Georg Joseph Scheuer unter dem Einsatz von Pferden betrieben. Nach dem Tode von Georg Joseph Scheuer Mitte der 1850er Jahre übernahmen die Söhne Johann Heinrich Friedrich (* 18. Juli 1821) und Johann Matthias (* 24. März 1823) den Betrieb und modernisierten ihn. Seit 1860 kam eine 4–6 PS starke Hochdruckdampfmaschine zum Einsatz, die verschiedene Mühl-, Quetsch- und Kolbengangapparate antrieb. Die Fabrik lag in der damaligen Theaterstraße 35–37 und beschäftigte um 1866 25 Mitarbeiter.

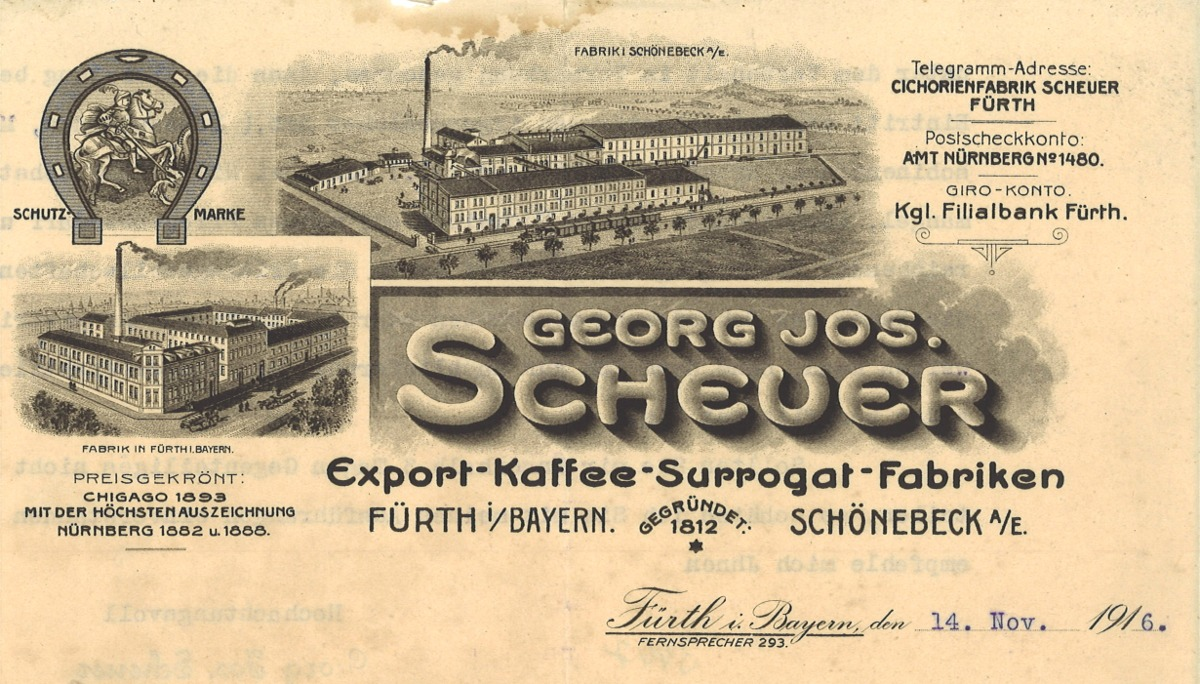
Briefkopf der Firma Georg Joseph Scheuer mit Abbildung der beiden Standorte in Fürth und Schönebeck.

1869 wurden von den Fürther Zichorienfabriken jährlich 25.000 Zentner Rohstoffe verarbeitet. Zwei Drittel der gedörrten Zichorienwurzeln stammten aus der Magdeburger Gegend. Die Unternehmen waren deshalb auf billige Frachttarife der Eisenbahn angewiesen. Der Aufschwung durch steigenden Absatz unter anderem auch ins Ausland in den 1860er Jahren war nicht zuletzt auf ermäßigte Bahntarife zurückzuführen. In den 1870er Jahren beschäftigte die Zichorienfabrik Georg Joseph Scheuer durchschnittlich 20 Personen, vornehmlich Frauen. 1884 verarbeiteten die beiden Fürther Zichorienfabriken bereits 40.000 Zentner an gedörrten Zichorienwurzeln. Die Zichorienfabrik Georg Joseph Scheuer warb mit Auszeichnungen, die ihr Zichorienkaffee an den Weltausstellungen 1893 in Chicago (World’s Columbian Exposition), 1888 in Barcelona (Exposición Universal de Barcelona) und 1882 an der Bayerischen Landes-, Gewerbe-, Industrie- und Kunstausstellung in Nürnberg erhielt.
Die 1878/79 von Otto von Bismarck in Deutschland eingeführte Schutzzollpolitik führte Mitte der 1880er Jahre zu einer Krise für die Kaffeesurrogathersteller. Die gedörrten Wurzeln wurden seit einiger Zeit aus Belgien und Holland bezogen, da Deutschland den Bedarf nicht mehr abdecken konnte. Seit 1886 wurde auf die ausländischen Zichorien Zollabgaben erhoben, so dass der Endpreis des Produktes anstieg. Verschärft wurde die Situation dadurch, dass die europäischen Abnehmerländer ebenfalls Schutzzölle erhoben. Dadurch gingen die großen Absatzmärkte Österreich, Italien und die Schweiz verloren. Der Absatz konzentrierte sich in der Folge auf Mitteldeutschland, Sachsen, Thüringen und Nordbayern. Da die deutschen Anbaugebiete der Zichorienwurzel um Magdeburg lagen, waren die Fürther Fabriken gegenüber der Konkurrenz in Norddeutschland (zum Beispiel Zichorienfabrik Ludwig Otto Bleibtreu) benachteiligt. Die Firma Georg Joseph Scheuer verlegte deshalb die gesamte Fabrik nach Schönebeck (Elbe) in die Welsleber Straße 46–47. Ein Teil der Betriebsgebäude in Schönebeck steht heute noch. Um 1900 wurde der Betrieb in Fürth vorübergehend stillgelegt. Spätestens ab 1906 produzierten allerdings beide Fürther Zichorienfabriken wieder in Fürth.
In den Jahren nach 1900 bis 1914 verbesserte sich der Geschäftsgang wesentlich. Um 1906 beschäftigten beide Fürther Zichorienfabriken zusammen 68 Personen, darunter 44 Frauen. Die Anzahl der Beschäftigten der beiden Fabriken stieg bis im Jahr 1914 auf 87 Personen. In der Zeit des Ersten Weltkrieges stieg aufgrund der Seeblockade der Alliierten erneut der Bedarf an Ersatzprodukten. Problematischer gestaltete sich die Nachkriegszeit. 1928 wurde die Firma Georg Joseph Scheurer von Heinrich Franck Söhne aufgekauft. Um 1931 ging die Zichorienfabrik Georg Joseph Scheurer für den Fürther Betrieb in Liquidation. Zwischen 1931 und 1935 stellte die Firma Julius Cohn als letzte Zichorienfabrik in Fürth aus wirtschaftlichen Gründen den Betrieb ein.